# Élection présidentielle camerounaise de 1980

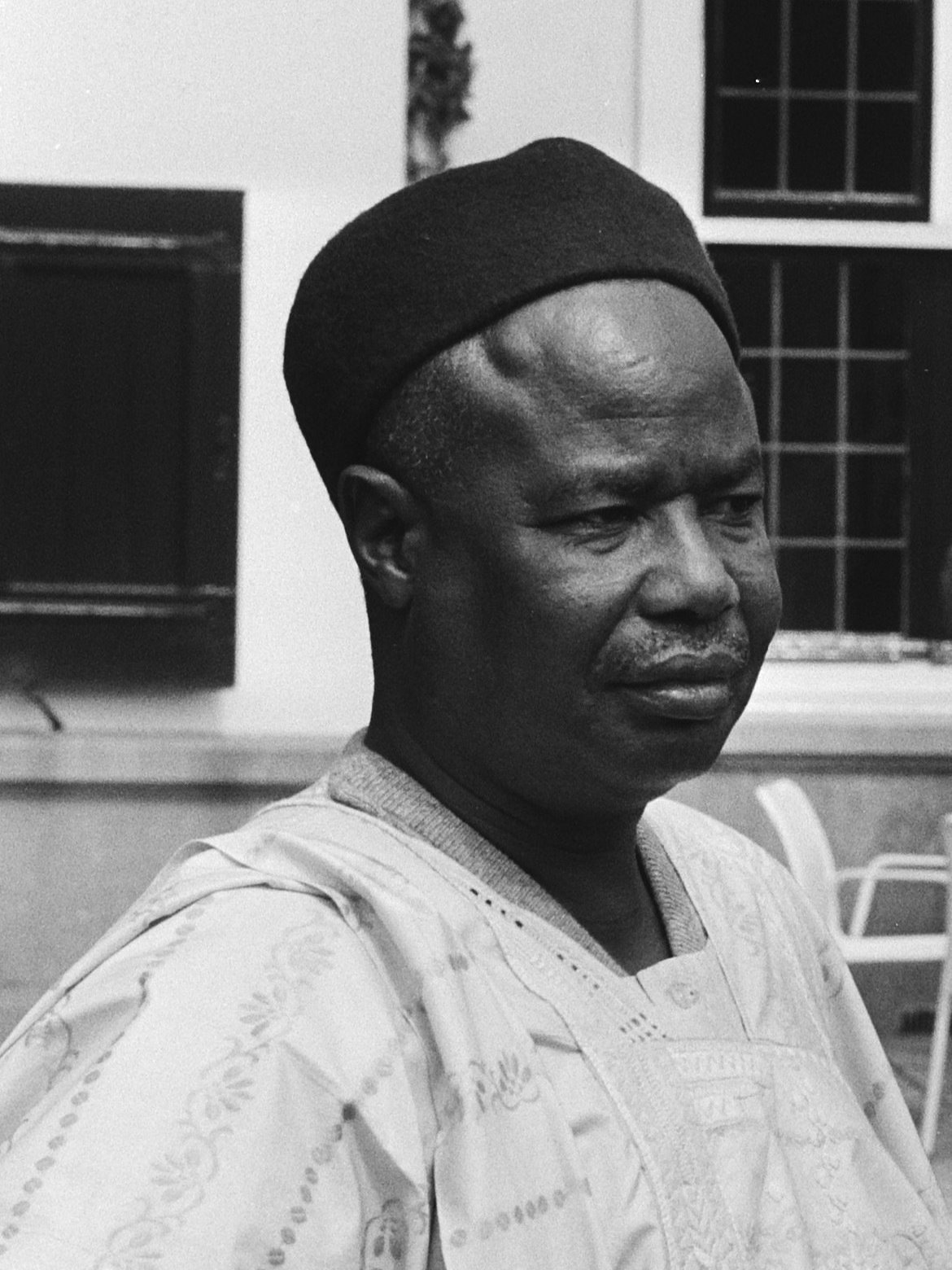
Ahmadou Ahidjo, candidat unique.

L'élection présidentielle camerounaise de 1980 s'est tenue le 5 avril 1980. Le président sortant Ahmadou Ahidjo est le seul candidat et l’emporte avec 100 % des suffrages. Le Cameroun fonctionne alors sur la base d’un régime à parti unique. La participation est de 99,0 %.

## Résultats
| Candidat               | Parti                        | Votes     | %    |
| ---------------------- | ---------------------------- | --------- | ---- |
| Ahmadou Ahidjo         | Union nationale camerounaise | 3 329 145 | 100% |
| Votes invalides/blancs | Votes invalides/blancs       | 90        | -    |
| Total                  | Total                        | 3 329 235 | 100% |